# Drevning (fartygskonstruktion)

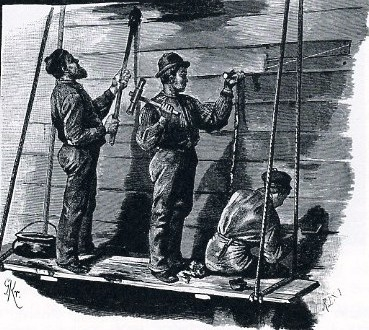
Arbete med att dreva och becka ett träskrov

Drivning av en kravellbyggd fiskebåt

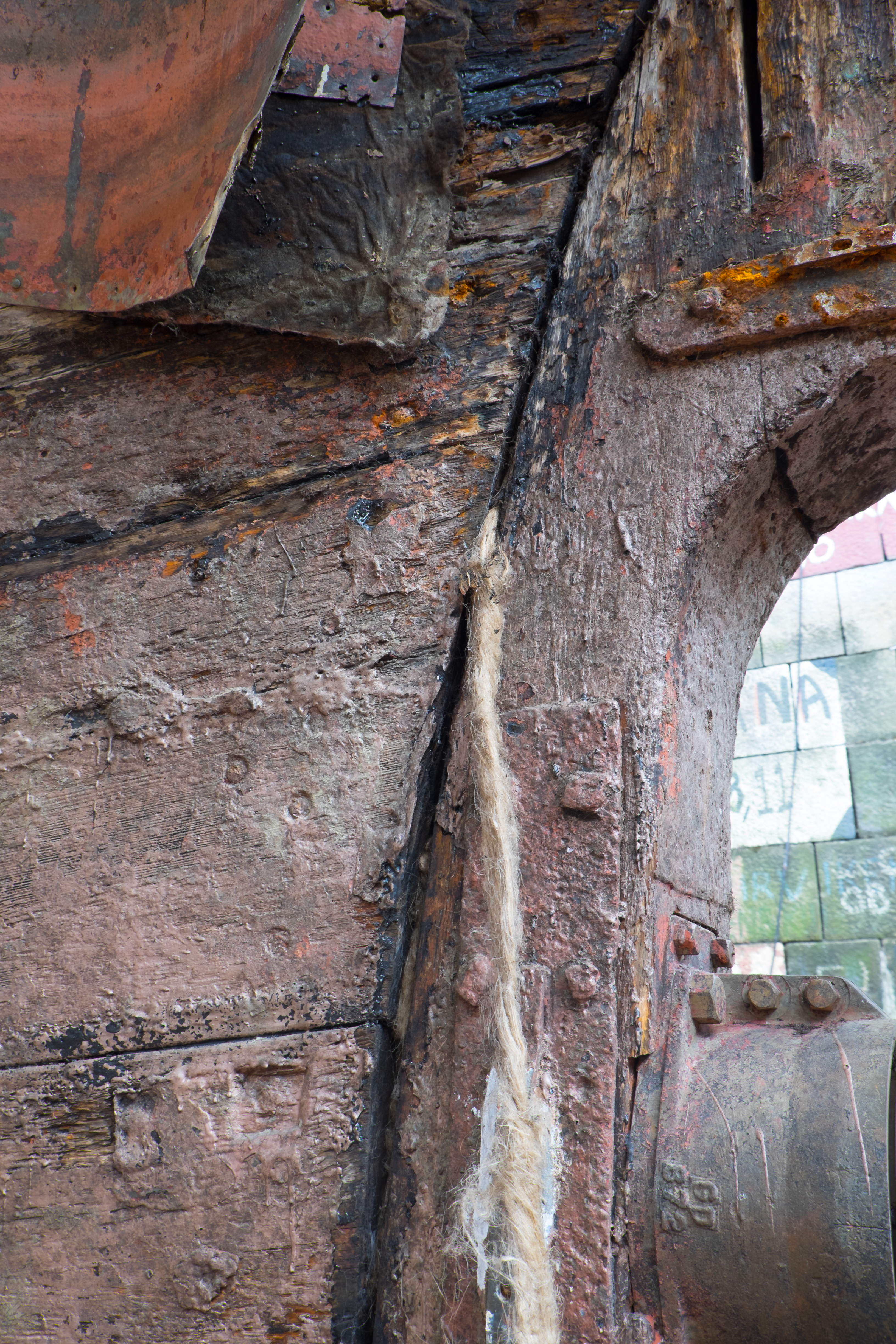
Drevning av träbåt

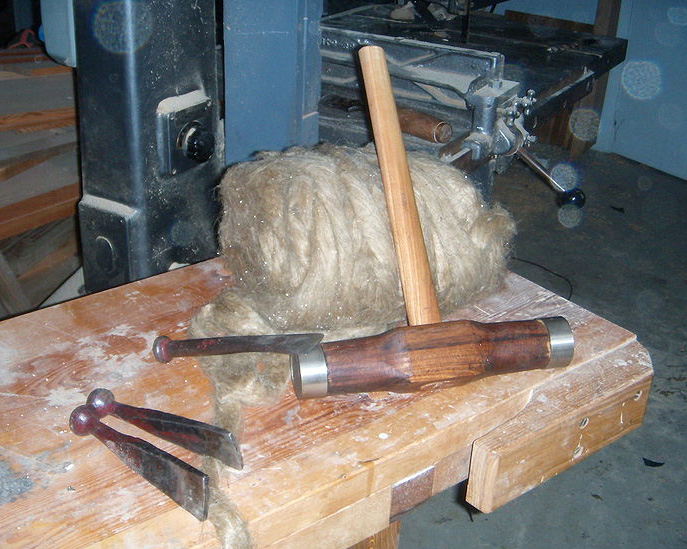
Drev, träklubba, och drevjärn (rabbar)

Drevning (att dreva, driva) eller (något ålderdomligt) kalfatring (av arabiska kalafa, som betyder asfalt) är en metod att med drevjärn och träklubba driva in drevgarn mellan bordgångar och däcksplankor i en kravellbyggd större båt eller ett träfartyg, i syfte att täta mellanrummen. 
Mellanrummet mellan två plankor i en båt eller fartyg benämnes nåt. Drevgarnet är tvinnat lingarn eller hampa behandlat med trätjära. Drevningen är bordläggningens limning i träfartyg. Som drev användes förr ett utrett och häcklat gammalt tågvirke, som spanns till så kallad varp eller verk av omkring tre meters längd. Då bordläggningsnåt skulle drivas under vattnet, uppblandades drevet med nöthår.
Drevning går till på följande vis. Gammal dålig drev rivs ut med en drevkrok, varefter man driver en bordgång i taget för att få en jämn och stum drevning. Drevgarnet slås in hårt till en nivå cirka 4–5 mm från bordläggningen eller däcksplankans yttre eller övre kant. 
Efter drevning försluts nåten med tjärbeck som är uppvärmt till flytande form, vilket är relativt enkelt att göra med en så kallad beckhöna. Beckhönan är en större strut av metall, med en rymd av cirka 5 till 8 liter, försedd med en konisk järnstång i dess centrum som används för att stänga till flödet av beck. Hantverkaren drar beckhönan med det flytande becket i eller över nåten, och när becket har stelnat kan man skrapa av överflödet. Man kan även värma till nåten med en gasolbrännare för att jämna ut överflödet. 
Om man behöver försluta nåten under fartygets vattenlinje använder man en rundstav med en trasa som dränkts i det varma becket. Becket är till för att hålla drevgarnet på plats när fartyget går i sjön. Man kan även använda någon gummibaserad nåtmassa istället för tjärbeck till att stänga nåten under vattenlinjen, eftersom det kan vara enklare att applicera.